# EPA発癌性評価
EPA発癌性評価（イーピーエーはつがんせいひょうか）とはアメリカ環境保護庁 (EPA=Environmental Protection Agency) が作成している個々の物質に対する発癌性を評価したものである。
AからEまでの6段階で評価され公的な有害物質規制の基準にもなっている。EやD評価の物質に関しては一般に流通しても問題ないと考えられているがAやBの物質には法規制がかけられることになる。
- A　： ヒト発癌性物質
- B1： 発癌性物質1（疫学的研究からヒトへの発癌性がある物質）
- B2： 発癌性物質2（動物実験での十分な証拠があるが、疫学的研究からヒトの発癌性について不十分な証拠しかないか、または証拠がない物質）
- C　： ヒトに発癌性がある可能性が高い物質
- D　： ヒトに発癌性に関して証拠が無く発癌物質に分類できない物質
- E　： ヒトに対して発癌性が無い証拠がある物質

## その他の組織による類似の評価
複数の種類があり、国や調査機関により基準が異なる場合がある。